# Église Saint-Jean-Baptiste de La Cerlangue
L'église Saint-Jean-Baptiste de La Cerlangue est une ancienne église, aujourd'hui détruite, située à La Cerlangue dans le département français de la Seine-Maritime. 

## Historique
Construite au Moyen Âge, lors des essartages de la forêt entre Lillebonne et Saint-Romain-de-Colbosc, elle est détruite peu après 1822.
Des fouilles ont lieu en 1927 qui permettent de découvrir les fondations des bras du transept.

## Description
Cette église, suivant le cadastre avait un plan allongé, 2 travées de nef avec contreforts et un chœur à chevet plat plus étroit que la nef.